# Hold My Hand (Hootie & the Blowfish)
Hold My Hand was de eerste single afkomstig van het debuutalbum Cracked Rear View van de Amerikaanse rockband Hootie & the Blowfish uit 1994. De vier bandleden (Mark Bryan, Dean Felber, Darius Rucker and Jim Sonefeld) schreven het nummer gezamenlijk in 1989. Het werd een jaar later in eigen beheer uitgebracht op een muziekcassette-ep.

## Tracklist
Tracks 1 en 2 zijn geschreven door Mark Bryan, Dean Felber, Darius Rucker en Jim "Soni" Sonefeld.
1. "Hold My Hand (Radio Edit)" - 3:41 (achtergrondzang door David Crosby)
2. "Running from an Angel" - 3:37 (van het album: Cracked Rear View)
3. "I Go Blind" - 3:10 (origineel door 54-40)

"I Go Blind" is een non-album track.

## Hitlijsten en verkoop
| Land                      | Toppositie | Certificatie | Verkoop |
| ------------------------- | ---------- | ------------ | ------- |
| Australië (ARIA)          | 70         | -            | -       |
| Canada (Music Canada)     | 36         | -            | -       |
| Nieuw-Zeeland (RMNZ)      | 37         | -            | -       |
| Schotland (OCC)           | 27         | -            | -       |
| Verenigd Koninkrijk (BPI) | 50         | -            | -       |
| Verenigde Staten (RIAA)   | 10         | -            | -       |